# Rafael Alkorta
Rafael Alkorta Martínez (Bilbao, Vizcaya, 16 de septiembre de 1968) es un exfutbolista y entrenador español. También fue director deportivo del Athletic Club entre 2019 y 2022.
Formado como futbolista en la cantera de Lezama, ocupaba la demarcación de defensa central. Desarrolló su carrera entre el Athletic Club (1987-1993 y 1997-2002) y el Real Madrid (1993-1997), totalizando 370 partidos en Primera División. 
Como internacional español, pasó por todas las categorías juveniles de la selección nacional, totalizando 54 partidos con la selección absoluta (1990-1998). Disputó tres Mundiales (1990, 1994, 1998) y una Eurocopa (1996).

## Trayectoria

### Etapa como futbolista
Se formó en las categorías inferiores del Athletic Club desde los doce años. Debutó con el Bilbao Athletic en septiembre de 1984, una semana antes de cumplir los dieciséis años, en una jornada de huelga de los futbolistas de élite. No fue hasta dos años más tarde cuando llegaría su consolidación en el equipo filial. Debutó con el primer equipo el 24 de octubre de 1987,  bajo las órdenes del técnico inglés Howard Kendall, en un partido de Liga ante el Real Valladolid en Zorrilla. En el club vizcaíno se convirtió en un referente en el eje de la zaga junto a Genar Andrinua, y en un habitual en las convocatorias con España.
En julio de 1993 fichó por el Real Madrid a cambio de 350 millones de pesetas. El club vasco tenía una mala situación económica y su presidente decidió vender al central, que se vio abocado a marcharse. Este traspaso fue muy criticado por gran parte de la afición. A cambio, el club bilbaíno trajo como sustituto, por 200 millones, a Iñigo Larrainzar. Permaneció cuatro temporadas en el club blanco, en las que conquistó dos Ligas, bajo las órdenes de Jorge Valdano, en la temporada 1994/95 y, de Fabio Capello, en la 1996/97, además de la Supercopa de España de 1993 lograda ante el Barcelona. En el club madrileño fue titular, formando habitualmente en el eje de la defensa junto a Fernando Hierro, totalizando 134 partidos y anotando tres goles.
En 1997 regresó al Athletic Club tras acabar su contrato con el club madridista. En su primera campaña, la temporada 1997/98, logró el subcampeonato liguero. A finales de la temporada 2001/02 decidió retirarse por culpa de las lesiones que le impidieron jugar casi toda la temporada. El jugador se mostró muy crítico con Jupp Heynckes en varias ocasiones. Del alemán dijo: "las dos veces que he coincidido con él me ha echado del Athletic, una para ir al Real Madrid y otra para retirarme".

### Etapa posterior
Tras colgar las botas en 2002, obtuvo el título de entrenador de la R.F.E.F.. Sin embargo no fue hasta 2014, en que formó parte de un club profesional, siendo segundo entrenador de Míchel González, desde mayo de 2014 hasta enero de 2015, en el Olympiacos griego. En la temporada 2015/16, acompañó de nuevo a Míchel en su etapa en el histórico Olympique de Marsella de la Ligue 1 francesa. Entre diciembre de 2018 y junio de 2022, ostentó el cargo de director deportivo del Athletic Club, al resultar vencedora la candidatura presidencial de Aitor Elizegi.
A nivel mediático, ha colaborado con varios de los principales medios de comunicación del país, debutando en radio en el programa Tiempo de Juego de la COPE (2003-2007) y en televisión, en la plataforma Digital+ (2007-2014), comentando partidos de Real Madrid y Athletic en Canal+ Liga. Durante 2015, tras su primera experiencia como segundo entrenador, fue comentarista en TVE de los partidos de la selección española, junto al narrador Juan Carlos Rivero. Actualmente es analista y comentarista de fútbol en televisión (Movistar Plus+), y en radio en la SER, en los programas Carrusel Deportivo y El Larguero.

## Selección nacional
Fue internacional con las categorías inferiores de la selección española, llegando a disputar siete encuentros con la Sub-16, cuatro con la Sub-18 y seis con la Sub-21. Con la selección absoluta, fue internacional en 54 ocasiones. Su debut como internacional fue el 26 de mayo de 1990 en el partido Yugoslavia 0-1 España. Ha disputado tres Mundiales, habiendo disputado ocho partidos entre todas sus participaciones, siendo además titular en todos ellos, exceptuando el partido contra Bélgica del Mundial de Italia, en el que sustituyó a Emilio Butragueño en el minuto 80'. También jugó cinco partidos a nivel amistoso con la selección de Euskadi.

### Participaciones en fases finales
| Torneo              | Sede           | Resultado        | Partidos |
| ------------------- | -------------- | ---------------- | -------- |
| Copa del Mundo 1990 | Italia         | Octavos de final | 1        |
| Copa del Mundo 1994 | Estados Unidos | Cuartos de final | 4        |
| Eurocopa 1996       | Inglaterra     | Cuartos de final | 4        |
| Copa del Mundo 1998 | Francia        | Primera fase     | 3        |

## Estadísticas
| Equipo          | País   | Periodo   | Partidos (Goles) |
| --------------- | ------ | --------- | ---------------- |
| Bilbao Athletic | España | 1984-1987 | 44 (2)           |
| Athletic Club   | España | 1987-1993 | 191 (2)          |
| Real Madrid     | España | 1993-1997 | 134 (3)          |
| Athletic Club   | España | 1997-2002 | 103 (4)          |

## Palmarés
| Título              | Club        | País   | Año  |
| ------------------- | ----------- | ------ | ---- |
| Supercopa de España | Real Madrid | España | 1993 |
| Campeonato de Liga  | Real Madrid | España | 1995 |
| Campeonato de Liga  | Real Madrid | España | 1997 |

## Vida personal
Estuvo unido sentimentalmente a la modelo Judith Atienza, con la que tiene dos hijos (Iker y Anne) y de la que se separó hace unos años. Tiene un hermano (Oskar, 1975) que también fue futbolista en la cantera de Lezama, pero no llegó a debutar con el primer equipo. 